# Kęstutis Povilas Paukštys
Kęstutis Povilas Paukštys (* 1. Januar 1940 in Kaunas; † 21. Dezember 2013) war ein litauischer Politiker.

## Leben
1954 absolvierte er 7 Klassen an der 9. Mittelschule Kaunas und nach dem Tod des Vaters arbeitete er ab 1955 als Arbeiter. Von 1963 bis 1992 arbeitete er bei der Fabrik Kauno avalynės fabrikas (AB „Lituanica“) als Schlosser. Von 1992 bis 1996 war er Mitglied im Seimas und von 1997 bis 2000 Mitglied im Stadtrat Kaunas.
Ab 1993 war er Mitglied von Tėvynės sąjunga.
Er war verheiratet. Mit Frau Bronė hatte er die Tochter Loreta und die Söhne Rodrigas und Mindaugas.
Sein Grab befindet sich im Friedhof Eiguliai.